# Барабаш Максим Юрійович
Барабаш Максим Юрійович (25.03.1977 місце народження м. Київ) — український науковець у галузі фізичного матеріалознавства та магнетизму. Завідувач відділу діагностики мезоскопічних систем Технічного центру НАН України, професор кафедри ливарного виробництва та доцент кафедри високотемпературних матеріалів та порошкової металургії Національного технічного університету України “Київський політехнічний інститут імені Ігоря Сікорського”.

## Життєпис
Закінчив Національний технічний університет України “Київський політехнічний інститут” (рік випуску 1994) за спеціальністю “Композиційні порошкові матеріали, покриття”, здобув кваліфікацію магістра.
Навчався в аспірантурі (роки навчання 2000-2003 рр.) в Інституті проблем матеріалознавства ім. І.М. Францевича НАН України. У 2006 році захистив кандидатську дисертацію на тему “Особливості фазо- та структуроутворення, шляхи підвищення функціональних властивостей детонаційних покриттів на основі NiAl та евтектики (β-NiAl+γ-Re)”; у 2021 році захистив докторську дисертацію на тему “Розробка основ формування функціональних наноматеріалів із застосуванням темплатів”
У 2010 році отримав вчене звання старшого наукового співробітника
З 2021 року працює доцентом кафедри високотемпературних матеріалів та порошкової металургії та одночасно з 2023 року працює професором кафедри ливарного виробництва Навчально-наукового інституту матеріалознавства та зварювання імені Є.О. Патона.

## Наукова і педагогічна діяльність

#### Основні напрями наукових досліджень пов’язані із:
- Вивченням та аналізом макроскопічних квантових ефектів у наномасштабних та мезоскопічних металовмісних структурах,
- Розвитком фундаментальних уявлень про особливості самоорганізації та протікання фізичних явищ у низьковимірних системах на основі тонких плівок перехідних металів та напівпровідникових матеріалів,
- Встановленням закономірностей протікання низьковимірних та квантових явищ у мезоскопічних системах з шарами металевих та напівпровідникових структур,
- Розробкою та розвитком технології створення багатофункціональних систем із використанням однопроменевого лазерного опромінення та електро-фотофізичного процесу в шарах метал-полімерних напівпровідників та їх діагностикою,
- Визначенням механізмів формування функціональних матеріалів та плазмонно-резонансних властивостей низьковимірних метал-діелектричних систем (темплатів),
- Розробкою нових матеріалів та речовин спеціального призначення з унікальними властивостями і функціональними характеристиками та технологій їх виготовлення,
- Розробкою алюмінієвих сплавів з ультрадисперсною структурою для деталей авіаційного призначення, що працюють в екстремальних умовах.

Працюючи в КПІ ім. Ігоря Сікорського викладає курси: "Методи нанодіагностики", "Теорія і технологія нанопокриттів" та "Структура та властивості матеріалів".

#### Інформація про методичні видання:
- А.Б. Шевченко, Г.Г. Влайков, М.Ю. Барабаш, А.В. Мініцькій Нанорозмірні ефекти у феромагнітних та сегнетоелектричних матеріалах: навчальний посібник / К.: ІМФ НАНУ, 2014. – 216 с. ISBN 978-966-02-7394-8.

## Відзнаки
- Подяка за самоввідану роботу із творчо обдарованою учнівською молоддю на І та ІІ етапах Всеукраїнського конкурсу-захисту науково-дослідницьких робіт учнів-членів МАН України у 2022-2024 рр.
- Подяка за підтримку творчо обдарованої учнівської молоді столиці та активну участь у роботі журі І етапу Всеукраїнського конкурсу молодіжних науково-технічних проєктів "INVENTOR UA" у номінації "Нові матеріали та нанотехнології"